# Minuskel 97
Minuskel 97 (in der Nummerierung nach Gregory-Aland), α 260 (von Soden) ist eine griechische Minuskelhandschrift des Neuen Testaments auf 204 Pergamentblättern (18 × 13,5 cm). Mittels Paläographie wurde das Manuskript auf das 12. Jahrhundert datiert. Die Handschrift ist nicht vollständig.

## Beschreibung
Die Handschrift enthält den Text des Neuen Testaments außer den Evangelien und der Offenbarung des Johannes mit einer Lücke (Apg 16,39-17,18). Er wurde einspaltig mit je 27 Zeilen geschrieben. Die Handschrift enthält die Euthalianische apparatus, Unterschriften, στιχοι, Synaxarion, Menologion, αναγνωσεις (liturgische) und Anmerkungen am Rande.
Sie enthält scholia am Rande von Johannes Chrysostomos und Œcumenius.
Die Reihenfolge der Bücher ist Apostelgeschichte, Katholische Briefe und Paulusbriefe. Der Hebräerbrief ist als letztes Buch von Paulus aufgeführt.

## Text
Der griechische Text des Kodex repräsentiert den byzantinischen Texttyp. Kurt Aland ordnete ihn in Kategorie V ein.

## Geschichte
Die Handschrift war von einem Theodoret in der Bibliothek des Klosters Megisti Lavra auf dem Athos niedergelegt worden. Sie kam vom Athos nach Deutschland. Die Handschrift wurde durch Langer untersucht und kollationiert (für Johann Jakob Griesbach).
Der Kodex befindet sich in der Herzog August Bibliothek (Cod. Guelf.104.2 Gud. graec.) in Wolfenbüttel.